# Crónica Global
Crónica Global es un diario digital en castellano con sede en Barcelona fundado en 2013.

## Historia
Fue fundado el 9 de septiembre de 2013 por Francesc Moreno y Alejandro Tercero, como resultado de la unión de La Voz de Barcelona y El Debat. Su primer director fue Alejandro Tercero, que hoy ejerce como director adjunto. Posteriormente, en 2015, Xavier Salvador se convirtió en nuevo director del digital y en el accionista principal de la empresa editora. En agosto de 2016 anunció un acuerdo de alianza con El Español, mediante el cual intercambiarían contenido entre las redacciones de ambos diarios en línea.
Entre sus firmas y colaboradores habituales se encuentran —entre otros— Jordi Alberich, Ignacio Vidal-Folch, Gonzalo Baratech, Valentí Puig, Joaquim Coll, Toni Bolaño, Josep Maria Cortés, Andrea Rodés, Elisa de la Nuez, Manuel Peña Díaz, José Antonio Sorolla, Gonzalo Bernardos, Isabel Fernández Alonso, Ricardo García Cárcel, Francesc de Carreras, Isabel Coixet, Ramón de España, Manuel Trallero y Carlos Jiménez Villarejo. Su perfil editorial es, según el propio medio, de centro liberal, además de constitucionalista, y ha sido etiquetado por terceros como defensor de «posturas antinacionalistas» y como «unionista».
En enero de 2018, su sede, situada entonces en la calle de Caspe de Barcelona, fue atacada, en un acto reivindicado por Arran.
En los últimos años Crónica Global se ha convertido en el germen de un grupo editorial con base en Barcelona y Madrid (Grupo de Medios Global) que también edita otros digitales especializados como Metrópoli Abierta, Crónica Vasca, Coche Global, Consumidor Global, Atlántico Hoy, Culemanía y el cultural Letra Global. Sus contenidos son parcialmente gratuitos y una parte para suscriptores. Su audiencia en 2021 supera los cinco millones de usuarios únicos y los ocho millones de visitas mensuales, según OJD interactiva.
Sus directores han sido:
- Alejandro Tercero (2013-2015)
- Xavier Salvador (2015-2018)
- Joaquín Romero (2018-2019)
- Cristina Farrés (2020-2024)
- Arturo Esteve (2024-)